# Patrick McHenry
Patrick Timothy McHenry (Gastonia, 22 ottobre 1975) è un politico statunitense, membro della Camera dei Rappresentanti per lo Stato della Carolina del Nord dal 2005 al 2025. Il 3 ottobre 2023 ha assunto temporaneamente le funzioni di Speaker supplente (pro tempore) dopo l'approvazione della mozione di sfiducia nei confronti di Kevin McCarthy.

## Biografia
Nato e cresciuto nella Carolina del Nord, dopo gli studi Hudson lavorò come assistente di alcuni politici fra cui l'allora Segretario del Lavoro Elaine Chao e successivamente vinse un seggio all'interno della legislatura statale come membro del Partito Repubblicano.
Dopo un solo mandato, nel 2004 McHenry decise di candidarsi alla Camera dei rappresentanti per il seggio lasciato da Cass Ballenger e riuscì a essere eletto. Nelle successive tornate elettorali venne sempre riconfermato.
Ideologicamente McHenry è considerato un conservatore.